# Gaeumannomyces graminis
Gaeumannomyces graminis (Sacc.) Arx & D.L. Olivier – gatunek grzybów workowych z klasy Sordariomycetes. Wywołuje zgorzel podstawy źdźbła.

## Charakterystyka
Gaeumannomyces graminis to homotaliczny grzyb mikroskopijny. Zimuje w postaci grzybni w glebie na resztkach roślin. Może tak przetrwać kilka lat aż do czasu ich mineralizacji. Grzybnia ta jest głównym źródłem choroby. Rozrastając się atakuje nowe rośliny przez włośniki i korzenie. Po wrośnięciu do wnętrza korzenia grzybnia rozrasta się wewnątrz jego tkanek w górę pędu. Poprzez wiązki przewodzące może dotrzeć aż do górnych międzywęźli. Krótko przed zbiorami zbóż grzybnia wytwarza płciowe owocniki – perytecja. Powstają w nich askospory nie odgrywające jednak większej roli w rozprzestrzenianiu się patogenu.
Grzyb wytwarza dwa rodzaje grzybni. Strzępki na powierzchni korzeni i podstawy źdźbeł są grube i ciemne, strzępki rozwijające się wewnątrz tkanek zaatakowanej rośliny są cienkie i jasne. G. graminis jest jednym z trzech patogenów wywołujących zgorzel podstawy źdźbła, najmniej patologicznym. Pozostałe dwa gatunki wywołujące tę chorobę to Gaeumannomyces tritici i Gaeumannomyces avenae. Odróżniają się budową hyfopodiów i zarodników oraz fizjologicznie patogennością, gatunkami porażanych roślin i in. cechami.

## Systematyka
Pozycja w klasyfikacji według Index Fungorum: Gaeumannomyces, Magnaporthaceae, Magnaporthales, Diaporthomycetidae, Sordariomycetes, Pezizomycotina, Ascomycota, Fungi.
Po raz pierwszy zdiagnozował go w 1875 r. Pier Andrea Saccardo nadając mu nazwę Rhaphidophora graminis. Obecną, uznaną przez Index Fungorum nazwę nadali mu Josef Adolph von Arx i D.L. Olivier w 1952 r.
Synonimy:

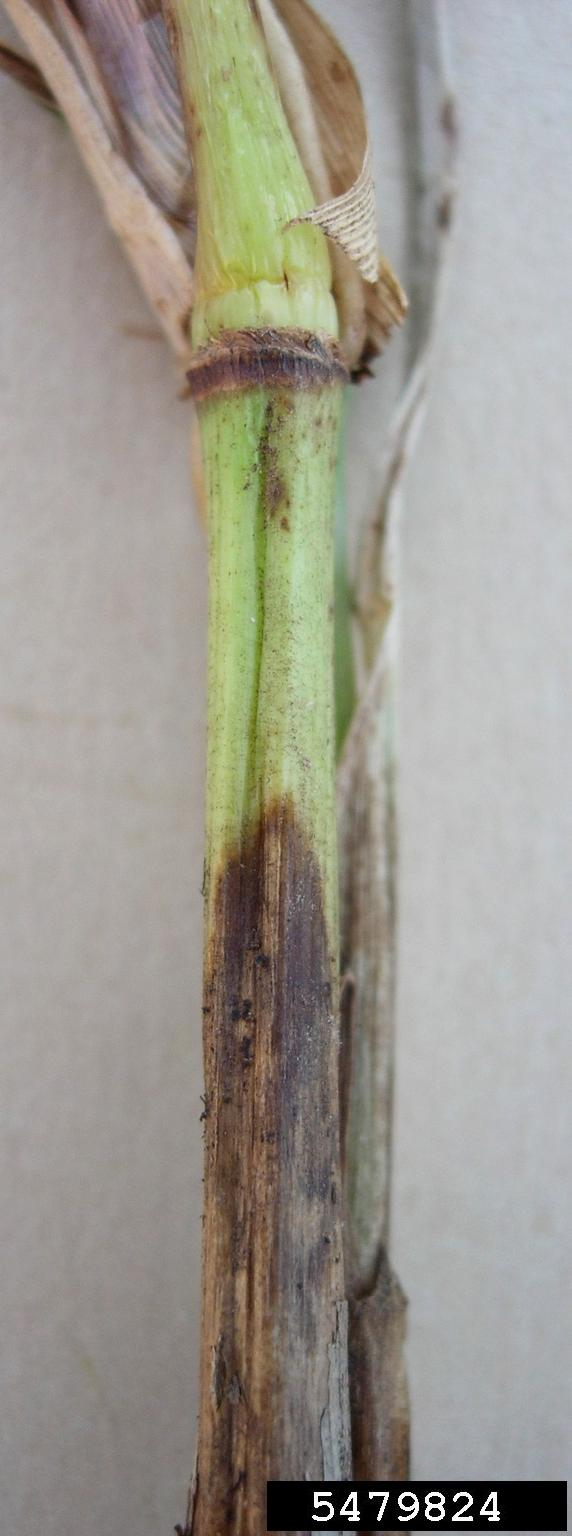
Źdźbło trawy Cenchrus setaceus porażone przez Gaeumannomyces graminis

- Gaeumannomyces cariceti (Berk. & Broome) Lar.N. Vassiljeva 1998
- Gaeumannomyces graminis var. maydis J.M. Yao, Yong C. Wang & Y.G. Zhu 1992
- Gaeumannomyces oryzinus (Sacc.) Schrantz 1961
- Linocarpon cariceti (Berk. & Broome) Petr. 1952
- Linocarpon oryzinum (Sacc.) Petr. 1952
- Ophiobolus cariceti (Berk. & Broome) Sacc. 1883
- Ophiobolus graminis (Sacc.) Sacc. 1881
- Ophiobolus graminis var. luzulae Klika 1923
- Ophiobolus oryzinus Sacc. 1916
- Ophiochaeta graminis (Sacc.) Hara 1916
- Rhaphidophora graminis Sacc. 1875
- Rhaphidospora cariceti (Berk. & Broome) Cooke
- Sphaeria cariceti Berk. & Broome, 1861

## Występowanie
Gaeumannomyces graminis jest szeroko rozprzestrzeniony na całym świecie. Pasożytuje na pszenicy, życie, pszenżycie, jęczmieniu, oraz na ponad 400 gatunkach traw. Nie atakuje natomiast owsa, który wydziela substancję hamującą jego rozwój.  